# Bits Studios
Bits Studios foi uma desenvolvedora britânica de vídeo games. A empresa teve mais de 30 títulos publicados nos Estados Unidos, Europa e Ásia em diversas plataformas. A empresa controladora da Bits Studios, a PlayWize, vendeu todos os ativos e tecnologias detidos pelo grupo em 2008, devido aos maus resultados comerciais. Como resultado, a empresa não possui mais nenhuma operação comercial.

## Jogos desenvolvidos
| Year | Title                                                    | System                                             | Publisher                                                      |
| ---- | -------------------------------------------------------- | -------------------------------------------------- | -------------------------------------------------------------- |
| 1990 | Chase H.Q.                                               | Game Boy                                           | Taito                                                          |
| 1990 | Loopz                                                    | NES                                                | Mindscape                                                      |
| 1991 | Robin Hood: Prince of Thieves                            | Game Boy                                           | Virgin Games                                                   |
| 1991 | Terminator 2: Judgment Day                               | Game Boy                                           | LJN                                                            |
| 1991 | R-Type                                                   | Game Boy                                           | IREM                                                           |
| 1992 | The Amazing Spider-Man 2                                 | Game Boy                                           | LJN                                                            |
| 1992 | Spider-Man vs. The Kingpin                               | Game Gear                                          | Sega                                                           |
| 1992 | Castelian                                                | NES, Game Boy                                      | Triffix                                                        |
| 1992 | GunForce                                                 | Super NES                                          | Irem                                                           |
| 1992 | Spider-Man: Return of the Sinister Six                   | Master System, NES                                 | Flying Edge, LJN                                               |
| 1992 | R-Type II                                                | Game Boy                                           | IREM                                                           |
| 1992 | Space Football: One on One                               | Super NES                                          | Triffix                                                        |
| 1993 | Alien<sup id="mwvw">3</sup>                              | Game Boy                                           | LJN                                                            |
| 1993 | The Amazing Spider-Man 3: Invasion of the Spider-Slayers | Game Boy                                           | LJN                                                            |
| 1993 | Terminator 2: Judgment Day                               | Mega Drive/Genesis, Super NES                      | Flying Edge, LJN                                               |
| 1993 | Saigo no Nindou: Ninja Spirit                            | Game Boy                                           | Irem                                                           |
| 1994 | Last Action Hero                                         | Game Boy, Game Gear, Mega Drive/Genesis, Super NES | Sony Imagesoft                                                 |
| 1994 | Dream TV                                                 | Super NES                                          | Triffix                                                        |
| 1994 | Mary Shelley's Frankenstein                              | Mega Drive/Genesis, Super NES                      | Sony Imagesoft                                                 |
| 1994 | No Escape                                                | Mega Drive/Genesis                                 | Psygnosis                                                      |
| 1994 | Wolverine: Adamantium Rage                               | Super NES                                          | LJN                                                            |
| 1994 | Genocide 2                                               | Super NES                                          | Kemco                                                          |
| 1995 | The Itchy &amp; Scratchy Game                            | Super NES, Game Gear                               | Acclaim Entertainment                                          |
| 1995 | T-Mek                                                    | 32X, Windows                                       | Midway Games                                                   |
| 1995 | Maximum Roadkill                                         | DOS                                                | Take-Two Interactive                                           |
| 1996 | Nihilist                                                 | Windows                                            | Phillips Media                                                 |
| 1999 | R-Type DX                                                | Game Boy Color                                     | Nintendo                                                       |
| 2000 | Warlocked                                                | Game Boy Color                                     | Nintendo                                                       |
| 2000 | Virtual Athlete (VA)                                     | PC/Online                                          | Gamesmagnet                                                    |
| 2001 | Lab Rat                                                  | PC/Online                                          | Gamesmagnet                                                    |
| 2002 | Die Hard: Vendetta                                       | GameCube, PlayStation 2, Xbox                      | NDA Productions Sierra Entertainment (Vivendi Universal Games) |
| 2003 | Sega Arcade Gallery                                      | Game Boy Advance                                   | Sega                                                           |
| 2003 | Rogue Ops                                                | GameCube, PlayStation 2, Xbox                      | Kemco                                                          |
| 2005 | Constantine                                              | PlayStation 2, Windows, Xbox                       | THQ                                                            |
| 2006 | Payout Poker & Casino                                    | PlayStation Portable                               | Namco Bandai Games                                             |

## Jogos não-lançados/cancelados
| Título                        | Sistema            |
| ----------------------------- | ------------------ |
| Fido Dido                     | Super NES          |
| The Itchy &amp; Scratchy Game | Mega Drive/Genesis |
| Jet Force Gemini              | Game Boy Color     |
| Thieves World                 | Nintendo 64        |
| Riqa                          | Nintendo 64        |
| Die Hard 64                   | Nintendo 64        |
| Wizards                       | Game Boy Advance   |
| Jet Riders                    | Game Boy Advance   |